# Anderlfabrik

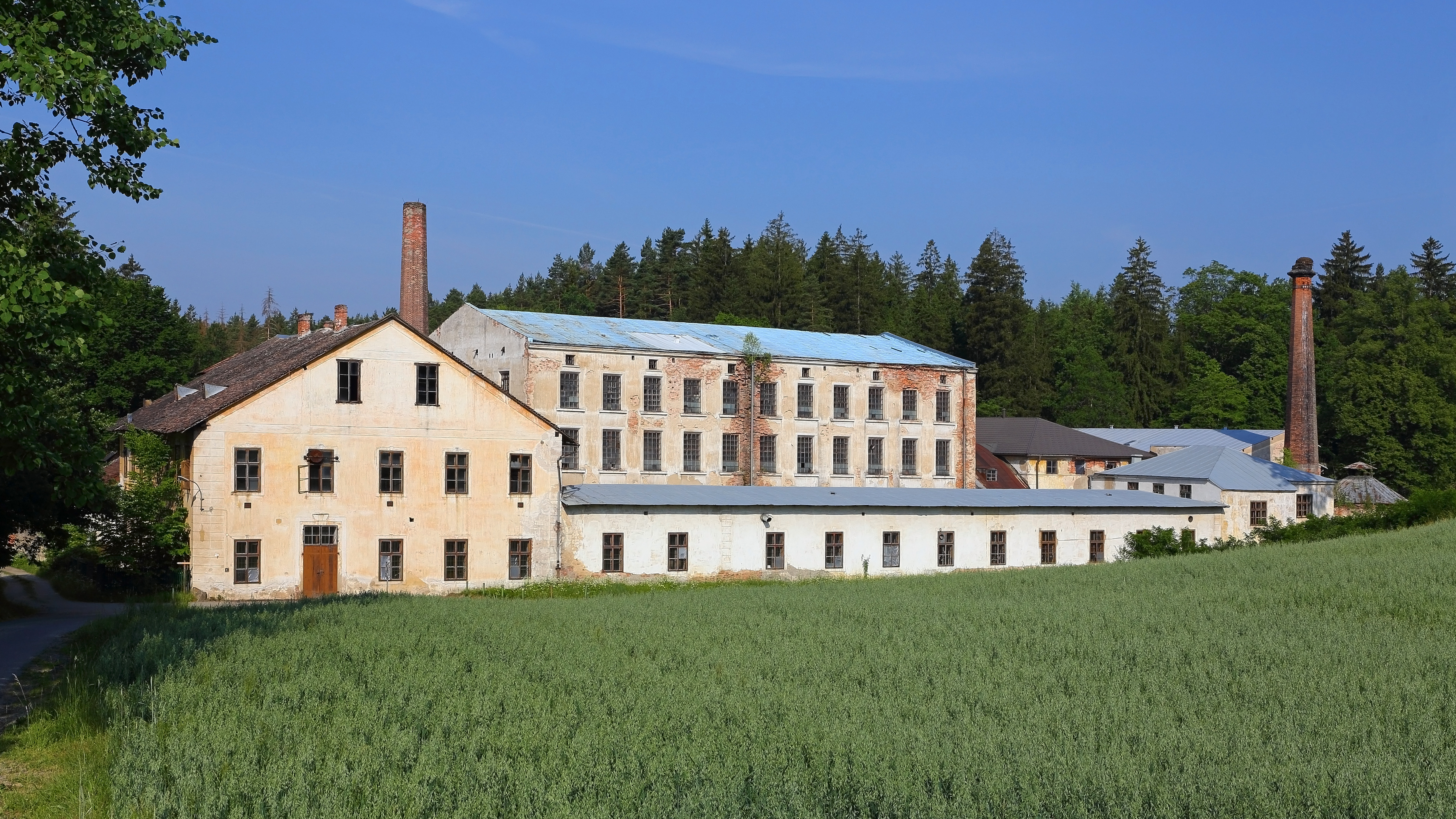
Anderlfabrik

Die Anderlfabrik ist eine aufgelassene Textilfabrik westlich von Kleedorf in der Gemeinde Schrems, Niederösterreich.

## Geografie
Die bei der Mündung des Schwarzabaches in den Braunaubach gelegene Häusergruppe der Anderlfabrik befindet sich im Südwesten der Katastralgemeinde Niederschrems, wo die Fabrik zusammen mit dem Beamtenwohnhaus und den Arbeiter- und -innenwohnungen sogar eine eigene Ortschaft mit 6 Adressen bildet.

## Geschichte
Die 1595 erstmals urkundlich erwähnte Kleemühle am Braunaubach wurde seit 1821 für die Handweberei genutzt. 1851 kaufte Wilhelm Altmann aus Vitis die Mühle und richtete eine mechanische Weberei ein, die mit Wasserkraft betrieben wurde. 1856 übernahm ein Vinzenz Schwarz den Betrieb. Nach und nach wurde die Mühle für einen Fabrikbetrieb erweitert.
1879 übernahm Johann Anderl, ein Webwarenfabrikant aus der Wiener Webgasse, die Kleemühle und verlagerte seine Produktion aus Kostengründen hierher. Anfangs gab es nur wenige mechanische Webstühle; in den umliegenden Dörfern wurden jedoch zahlreiche Heimarbeiter beschäftigt, die von Faktoren mit Material versorgt wurden. Faktoreien bestanden in Gastern und in Kautzen. Gegen Ende des 19. Jahrhunderts wurde von Wasser- auf Dampfkraft umgestellt und eine Färberei und Bleicherei errichtet. Die Söhne Johann Anderls, Conrad und Adolf, übernahmen den Betrieb und wohnten als Direktoren im auf dem Areal errichteten Beamtenwohnhaus. Für die Arbeiter und Arbeiterinnen entstanden Wohnhäuser. Die Heimweberei wurde nach und nach aufgelassen.
1938 kam das Unternehmen aufgrund finanzieller Schwierigkeiten unter Zwangsverwaltung. 1943 wurde der Metall- und Elektrowarenkonzern Felten & Guilleaume, der kriegswichtige Produkte erzeugte, in die Fabriks- und Wohngebäude der Weberei eingewiesen, und die Textilproduktion wurde eingestellt. Bereits 1946 war Hans Anderl, der nunmehrige Firmeninhaber, um den Wiederaufbau von Weberei und Appretur bemüht, doch erst 1948 verließen Felten & Guilleaume die Gebäude. 1950 entstand eine Vigognespinnerei. Damals zählte die Firma rund 220 Beschäftigte. 1967, als der Neffe Anderls, Richard Hein, den Betrieb übernahm, waren Bau- und Maschinensubstanz völlig veraltet, die Belegschaft wurde auf 20 Personen reduziert.
In dem ehemaligen Textilunternehmen wurden Leintücher für die Spitäler in Wien, Windeln für Babys, Verbandmull und Leinen für die Reifenproduktion hergestellt. Für den hauptsächlichen Export in den Orient wurden Stoffe hergestellt, die mit Silberfäden durchzogen waren. In der besten Zeit waren hier 275 Personen beschäftigt. Mit dem Niedergang der Textilindustrie musste auch die Anderlfabrik im Jahr 2004 schließen.

## Trivia
Der Dokumentarfilm Über die Jahre zeichnet ein Stimmungsbild der ehemaligen Belegschaft nach der Schließung der Anderlfabrik.